# Lancia Alfa-12HP
Lancia Alfa (первое название — Tipo 51) — первый автомобиль, выпускавшийся итальянской компанией Lancia.
Первые дорожные испытания модели начались в сентябре 1907 года, а в 1908 году началось серийное производство. Глава компании — Винченцо Лянча представил свой первый автомобиль на Туринском автосалоне в 1908 году (автосалон проходил с 18 января по 2 февраля 1908 года). Автомобиль был оснащен рядным, 4-цилиндровым двигателем, с боковым расположением клапанов, объемом 2544 куб. см. и мощностью 28 л.с. при 1800 об/мин.
Изначально проект автомобиля имел название «тип 51» (Tipo 51), но позже был переименован в первую букву греческого алфавита — Альфа. Добавление в название «12 HP» указывает на налогооблагаемую мощность автомобиля.
Максимальная скорость автомобиля составляла 90 км/ч.
Всего было продано более сотни автомобилей, некоторые экземпляры были изготовлены в гоночном исполнении.
Цены на машину в 1908 году:
- Шасси с мотором без корпуса — 10 000 итальянских лир;
- Версия «Фаэтон» — 12 000 лир;
- Версия «Купе» — 13 500 лир;
- Версия «Ландо» — 13 750 лир;
- Версия «Лимузин» — 14 000 лир